# Waldo-Hancock Bridge
Die Waldo-Hancock Bridge war die erste große Hängebrücke im US-Bundesstaat Maine und gleichzeitig die erste Straßenbrücke  über den Penobscot River unterhalb von Bangor. Die 1931 eröffnete Brücke wurde 2006 stillgelegt, als direkt neben ihr die neue Penobscot Narrows Bridge eröffnet wurde, und bis Juni 2013 abgerissen.

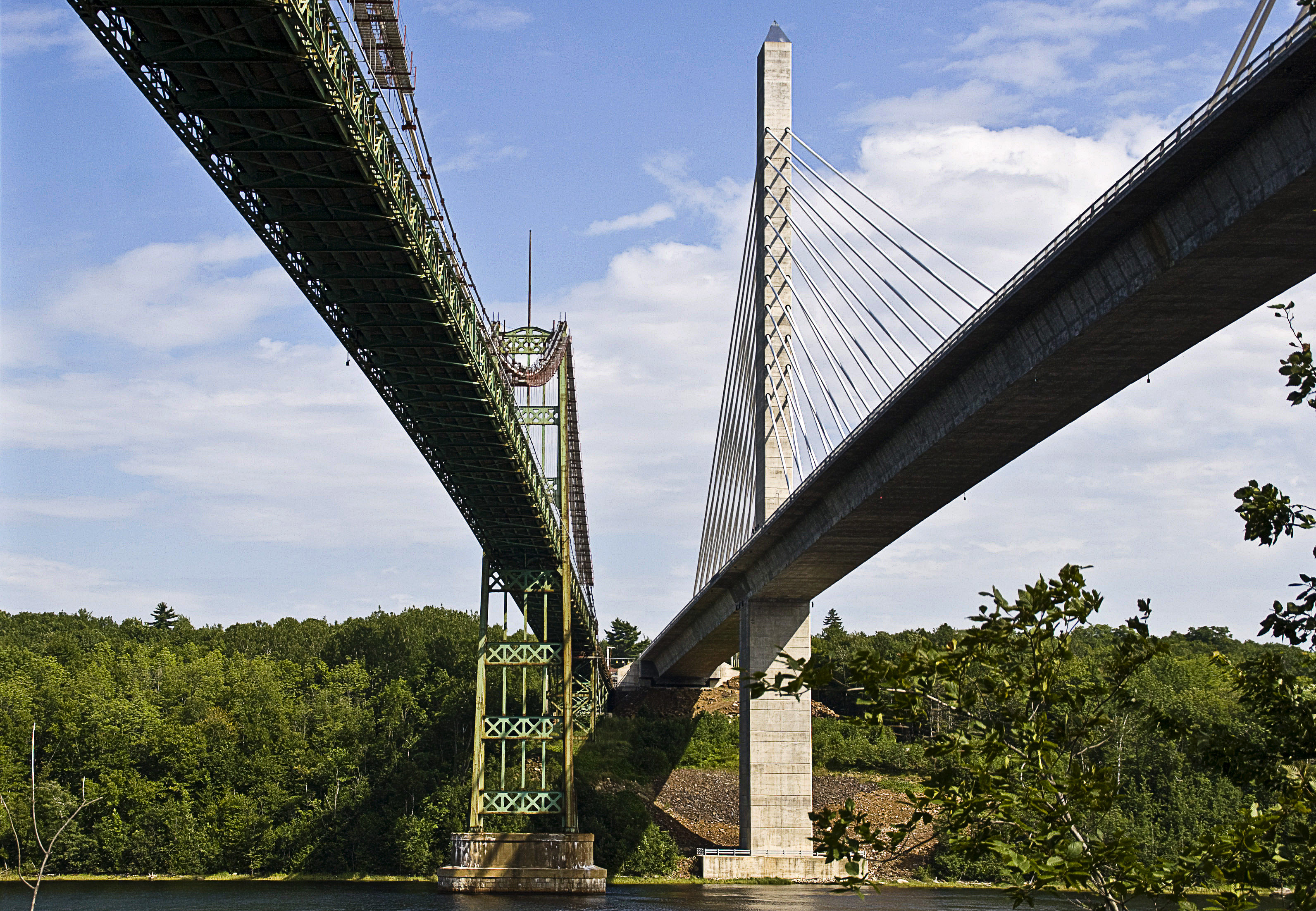
Alte und neue Brücke nebeneinander (2009)

## Beschreibung
Die von David B. Steinman geplante Brücke war insgesamt  621,8 m (2040 ft) lang. Ihre lichte Höhe von 41,15 m (135 ft) über MHW entsprach dem seinerzeit von der Brooklyn Bridge vorgegebenen Maß. Ihre Hauptöffnung hatte eine Spannweite von 243,84 m (800 ft), die seitlichen Öffnungen hatten Spannweiten von je 106,68 m (350 ft). Der Fahrbahnträger bestand aus einer 2,74 m (9 ft) hohen und 7 m breiten Fachwerkkonstruktion.
Die schmalen Pylone waren nicht mehr mit neogotischen Stilelementen versehenen wie viele ältere und auch noch Steinmans gleichzeitig errichtete St. Johns Bridge in Portland (Oregon). Anstelle der schon damals benutzten diagonalen Verstrebungen waren ihre Pfeiler mit Vierendeelträgern versteift. Ähnliche rechteckige Öffnungen mit ornamentalen senkrechten Stäben verwendete Steinman bei der ebenfalls in Maine gebauten Deer Isle Bridge und Othmar Ammann bei der etwa gleichzeitigen Triborough Bridge.

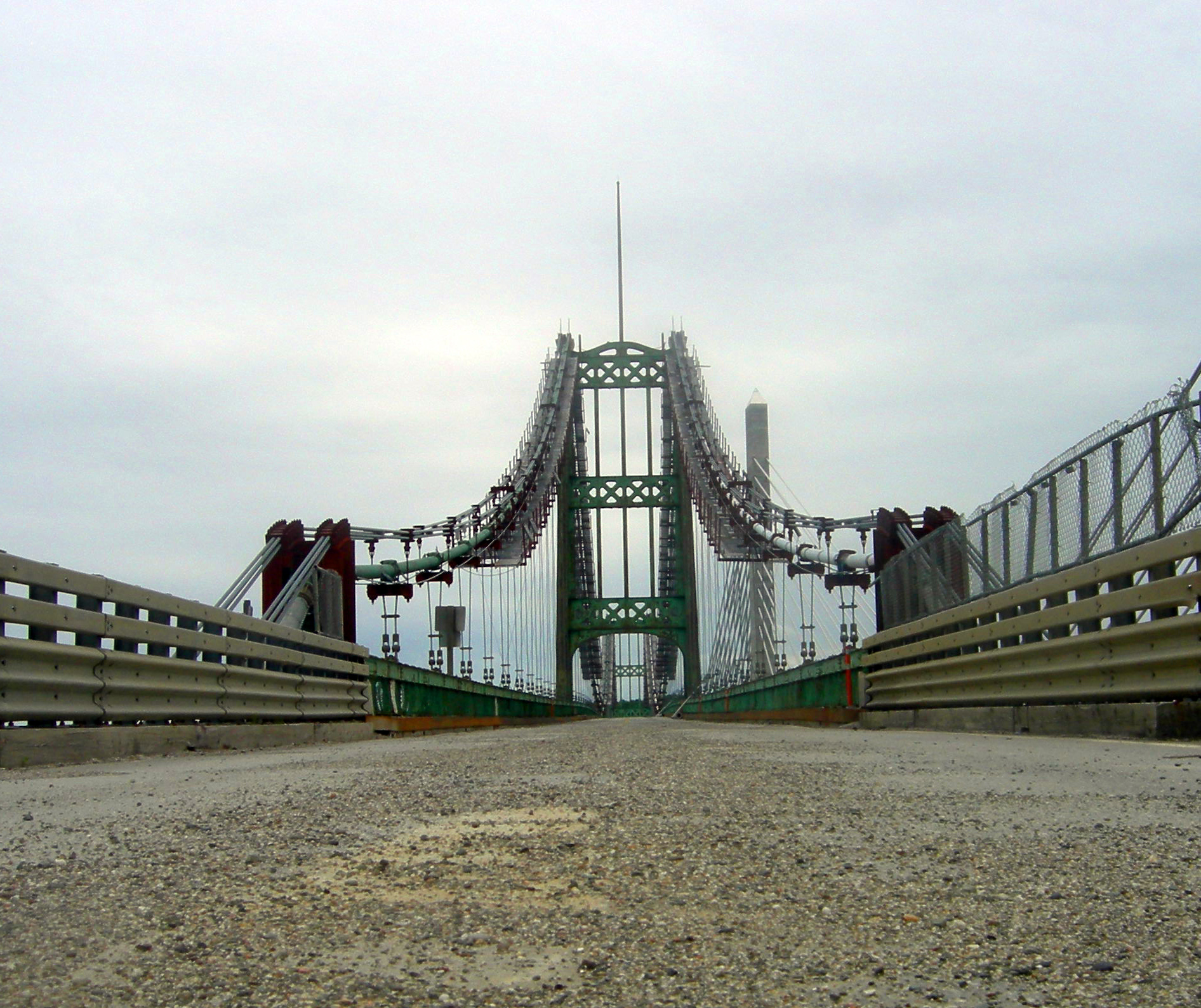
Tragseile und Fahrbahn

Die Tragseile bestanden, wie auch bei der St. Johns Bridge, nicht aus Paralleldrahtseilen, sondern aus industriell hergestellten, geschlagenen Seilen, die gebündelt, zusammengepresst und ummantelt wurden. Diese von Steinman erstmals bei der Pont de Grand-Mère eingesetzte Methode machte eine wesentlich schnellere Verlegung der Seile und damit eine deutliche Reduzierung der Kosten möglich.
Die Waldo-Hancock Bridge wurde 2002 von der American Society of Civil Engineers in die List of Historic Civil Engineering Landmarks aufgenommen.

## Schließung
Als die Brücke geplant wurde, galten Lkw mit 10 ton (etwa 9 Tonnen) Gesamtgewicht als schwere Lkw. Am Ende des Jahrhunderts waren 50-ton-Lkw zulässig, häufig waren sie aber überladen. 1992 entdeckte man bei einer Überprüfung der Tragseile 13 gebrochene Drähte, was bei den 1369 Drähten in einem Tragseil noch kein Grund zur Beunruhigung war. Aber 2002 wurden schon 87 gebrochene Drähte gezählt. Berechnungen ergaben, dass in weiteren vier bis sechs Jahren die Tragfähigkeit und Sicherheit der Brücke nicht mehr zweifelsfrei gewährleistet sei. 2003 kam man zu dem Schluss, dass neue Seile für einen längeren Erhalt der Brücke unwirtschaftlich wären. Deshalb begann man umgehend mit dem Bau der Penobscot Narrows Bridge, die dann auch schon 2006 fertig wurde. Die Waldo-Hancock Bridge wurde darauf geschlossen und in den folgenden Jahren bis auf die Pfeilerstümpfe abgebaut.